# فيليس هيل
فيليس هيل (بالإنجليزية: Phyllis Hill)‏ هي راقصة باليه وممثلة أمريكية، ولدت في 27 أكتوبر 1920، وتوفيت في 1993 في لوس أنجلوس في الولايات المتحدة بسبب سرطان الرئة.

## وصلات خارجية
- فيليس هيل على موقع IMDb (الإنجليزية)
- فيليس هيل على موقع ألو سيني (الفرنسية)
- فيليس هيل على موقع أول موفي (الإنجليزية)
- فيليس هيل على موقع قاعدة بيانات برودواي على الإنترنت (الإنجليزية)
- فيليس هيل على موقع قاعدة بيانات الفيلم (الإنجليزية)
- فيليس هيل على موقع كينوبويسك (الروسية)